# Saison 1994 de l'American Professional Soccer League
Navigation
Édition précédente Édition suivante
La saison 1994 de l'American Professional Soccer League est la cinquième édition du championnat organisé par l'American Professional Soccer League. C'est cette année-là le principal championnat dans la hiérarchie du soccer aux États-Unis et au Canada.
L'Impact de Montréal remporte sa première victoire dans cette ligue en battant en finale les Colorado Foxes (en).

## Saison régulière
| Rang | Équipe                   | Pts | J  | G  | N | P  | Bp | Bc | Diff |
| ---- | ------------------------ | --- | -- | -- | - | -- | -- | -- | ---- |
| 1    | Seattle Sounders         | 121 | 20 | 14 | 0 | 6  | 38 | 16 | +22  |
| 2    | Los Angeles Salsa (en)   | 106 | 20 | 12 | 0 | 8  | 36 | 22 | +14  |
| 3    | Impact de Montréal       | 93  | 20 | 12 | 0 | 8  | 27 | 18 | +9   |
| 4    | Colorado Foxes (en)      | 92  | 20 | 12 | 0 | 8  | 26 | 26 | 0    |
| 5    | Fort Lauderdale Strikers | 72  | 20 | 8  | 0 | 12 | 23 | 33 | -10  |
| 6    | 86ers de Vancouver       | 65  | 20 | 7  | 0 | 13 | 25 | 41 | -16  |
| 7    | Toronto Rockets (en)     | 44  | 20 | 5  | 0 | 15 | 14 | 33 | -19  |

## Playoffs
Les quatre premiers de la saison régulière sont qualifiés pour les playoffs. Les demi-finales opposent le premier au quatrième, et le deuxième au troisième de la saison régulière.
La finale oppose l'Impact de Montréal aux Colorado Foxes (en). Elle a lieu au Complexe sportif Claude-Robillard de Montréal, au Canada, le 15 octobre 1994. L'attaquant Jean Harbor, membre de l'équipe des États-Unis de soccer marque à la 21e minute de jeu et permet à l'Impact de remporter la finale sur le score de 1-0.